# Катастрофа Boeing 707 под Парижем
Катастрофа Boeing 707 под Парижем — крупная авиационная катастрофа, произошедшая 11 июля 1973 года. Авиалайнер Boeing 707-345C авиакомпании VARIG выполнял плановый межконтинентальный рейс RG-820 по маршруту Рио-де-Жанейро — Париж, но при подлёте к Парижу (через 10 часов 55 минут после вылета) в самолёте начался сильный пожар, после чего тот совершил вынужденную посадку на луковые поля. Из 134 человек на борту (117 пассажиров и 17 членов экипажа) погибли 123, выжили 11, все получили ранения.
На момент событий это была вторая крупнейшая авиакатастрофа во Франции (на 2024 год — пятая, после катастроф DC-10 под Парижем, на Корсике, под Динь-ле-Беном и Boeing 707 в Париже.

## Самолёт
Boeing 707-345C с бортовым номером PP-VJZ (заводской — 	19841, серийный — 683) был выпущен корпорацией The Boeing Company в 1968 году и 26 февраля совершил свой первый полёт. Его четыре турбореактивных двигателя были моделями Pratt & Whitney JT3D-3B и развивали суммарную силу тяги 4 × 18 000 фунтов. Изначально авиалайнер предназначался для компании Seaboard World Airlines, но вместо этого 31 марта был куплен бразильской компанией VARIG, которая затем кратковременно сдала его этой самой Seaboard в лизинг. Салон имел планировку F, а его пассажировместимость составляла 124 места: 12 мест (5 рядов) в салоне первого класса и 112 (включая 3, зарезервированных для членов экипажа) — в туристическом. Последнюю лётную проверку авиалайнер проходил 12 февраля 1973 года, а последний ежегодный технический осмотр — 15 мая того же года, после которого на момент катастрофы имел налёт 539 часов. Всего на момент катастрофы самолёт имел в общей сложности 21 470 часов налёта и 5677 посадок.

## Экипаж

### Основной лётный экипаж
- Командир (КВС) — Жилберту Араужу да Силва (порт. Gilberto Araujo Da Silva). Родился 12 ноября 1923 года (49 лет), в компании VARIG с 1 февраля 1952 года, для полётов на B-707 был квалифицирован 19 февраля 1968 года. Общий налёт — 17 959 часов 30 минут, из них на B-707 — 4642 часа 44 минуты[5].
- Второй пилот — Алвиу Басу (порт. Alvio Basso). Родился в декабре 1926 года (46 лет), в компании VARIG с 4 мая 1954 года, для полётов на B-707 был квалифицирован 14 сентября 1962 года. Общий налёт — 12 613 часов 02 минуты, из них на B-707 — 5055 часов 46 минут[5].
- Бортмеханик — Клонор Беллу (порт. Claunor Bello). Родился 7 февраля 1935 года (38 лет), в компании VARIG с 8 мая 1960 года, для полётов на B-707 был квалифицирован 26 сентября 1956 года. Общий налёт — 9655 часов 16 минут, из них на B-707 — 4827 часа 39 минут[5].
- Штурман — Зилмар Гомес да Кунья (порт. Zilmar Gomes Da Cunha). Родился 1 июля 1930 года (43 года), в компании VARIG с 1 сентября 1955 года, для полётов на B-707 был квалифицирован 30 ноября 1960 года. Общий налёт — 14 140 часов 09 минут, из них на B-707 — 3286 часа 45 минут[5][1].

### Резервный лётный экипаж
- Главный пилот — Антониу Фузимото (порт. Antonio Fuzimoto). Родился 10 июля 1928 года (45 лет), в компании VARIG с 1 февраля 1952 года, для полётов на B-707 был квалифицирован 5 декабря 1969 года. Общий налёт — 17 788 часов 27 минут, из них на B-707 — 3221 час 33 минуты[5].
- Второй пилот — Рональд Утермоель (порт. Ronald Utermoehl). Родился 2 мая 1950 года (23 года), в компании VARIG с 16 февраля 1970 года, для полётов на B-707 был квалифицирован 6 декабря 1972 года. Общий налёт — 1540 часов 19 минут, из них на B-707 — 768 часов 41 минута[5].
- Бортмеханик — Карлус Дьефенталер Нету (порт. Carlos Diefenthaler Neto). Родился 20 сентября 1934 года (38 лет), в компании VARIG с 1 марта 1954 года, для полётов на B-707 был квалифицирован 20 июня 1960 года. Общий налёт — 16 672 часа 39 минут, из них на B-707 — 11 922 часа 59 минут[5].
- Штурман — Салвадор Рамус Элену (порт. Salvador Ramos Heleno). Родился 30 июня 1928 года (45 лет), в компании VARIG с 20 августа 1951 года, для полётов на B-707 был квалифицирован 12 сентября 1965 года. Общий налёт — 15 157 часов 02 минуты, из них на B-707 — 5937 часа 22 минуты[1].

### Персонал в салоне
- Старший бортпроводник —  Жуан Эжидиу Галлети (порт. Joao Egidio Galleti). Родился 21 июля 1939 года (33 года), в компании VARIG с 1 сентября 1962 года. Общий налёт — 9064 часа, из них на B-707 — 4841 час[1].
- Бортпроводники[1]:
  - Эдемар Гонсалвис Маскаренас (порт. Edemar Gonçalvez Mascarenas). Родился 20 октября 1941 года (31 год), в компании VARIG с 6 октября 1965 года. Общий налёт — 6666 часов, из них на B-707 — 3582 часа.
  - Кармелину Пирес де Оливейра-младший (порт. Carmelino Pires De Oliveira Junior). Родился 20 мая 1942 года (31 год), в компании VARIG с 12 июня 1967 года. Общий налёт — 5080 часов, из них на B-707 — 3246 часов.
  - Сержиу Карвалью Балбину (порт. Sergio Carvalho Balbino). Родился 18 апреля 1945 года (28 лет), в компании VARIG с 11 января 1968 года. Общий налёт — 3983 часа, из них на B-707 — 2407 часов.
  - Луис Эдмунду Коэльу Брандан (порт. Luiz Edmundo Coelho Brandao). Родился 17 мая 1939 года (34 года), в компании VARIG с 20 сентября 1968 года. Общий налёт — 3295 часов, из них на B-707 — 779 часов.
  - Ален Анри Терси (фр. Alain Henri Tersis). Родился 13 августа 1946 года (26 лет), в компании VARIG с 4 февраля 1972 года. Общий налёт — 937 часов, из них на B-707 — 886 часов.
- Старшая хозяйка Ханелоре Данцберг (нем. Hanelore Danzberg). Родилась 9 сентября 1938 года (34 года), в компании VARIG с 4 марта 1961 года. Общий налёт — 7989 часов, из них на B-707 — 4345 часов[1].
- Хозяйки салона[1]:
  - Андреа Пиха (исп. Andréa Piha). Родилась 2 января 1949 года (24 года), в компании VARIG с 1 октября 1969 года. Общий налёт — 3015 часов, из них на B-707 — 2685 часов.
  - Эльвира Штраус (нем. Elvira Strauss). Родилась 28 апреля 1949 года (24 года), в компании VARIG с 15 сентября 1971 года. Общий налёт — 1250 часов, из них на B-707 — 1181 час.

## Катастрофа

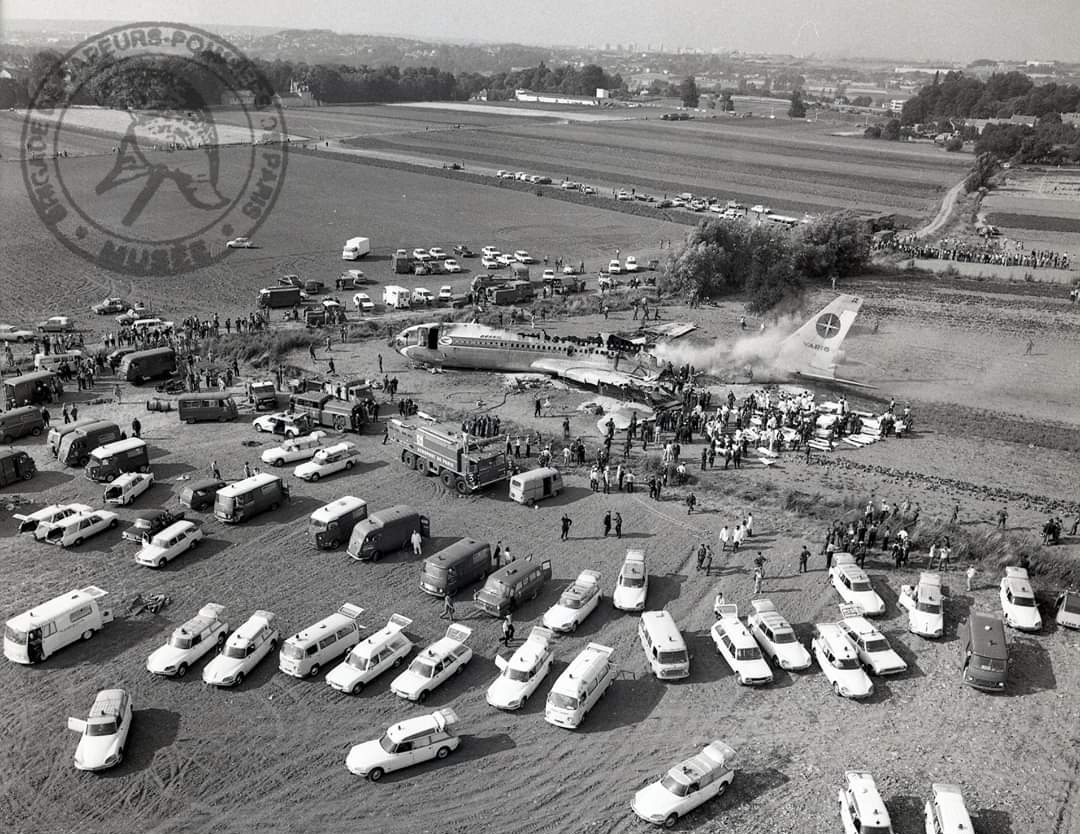
Вид с воздуха на место крушения.

Самолёт выполнял рейс RG-820 из Рио-де-Жанейро в Париж и в 03:03 вылетел из аэропорта Галеан. На борту находились 117 пассажиров и 17 членов экипажа, взлётный вес составлял 326 700 фунтов, что было в пределах нормы. В 03:50 авиалайнер занял эшелон 330 (33 тысячи футов или 10 километров), на котором продолжил полёт с крейсерской скоростью 0,8 числа Маха. В 06:26 по указанию диспетчера экипаж поднялся до эшелона 370 (37 тысяч футов или 11,3 километра), а в 11:53 — до 390 (39 тысяч футов или 11,9 километра). Круиз был завершён на эшелоне 350 (35 тысяч футов или 10,7 километра), а пилотировал самолёт в этот момент основной экипаж.
В 13:40 экипаж вышел на связь с Западным сектором диспетчерского центра Парижа и получил разрешение на снижение на VOR Шартр, прохождение которого было оценено в 13:52. В 13:43 с борта самолёта было доложено о прохождении эшелона 280 (8,5 километра), а в 13:46 — эшелона 170 (5,2 километра). В 13:50 Парижский диспетчерский центр дал указание выполнить правый доворот по схеме захода на посадку и продолжать снижаться до эшелона 100 (3050 метров), что было достигнуто в 13:52, а затем до 080, что было достигнуто в 13:55 (2440 метров). Самолёт в этот момент следовал на VOR Туссю-ле-Нобль. В 13:57 диспетчер дал указание переходить на связь с диспетчером подхода Орли. Выйдя с ним на связь через минуту, экипаж получил указание сохранять высоту 080 и указания по заходу на ВПП 26. Погодные условия в это время были отличными и не создавали никаких помех для посадки.
Затем в 13:58:20 командир доложил, что на борту возник пожар, и потребовал аварийного снижения. Согласно докладу командира, пожар начался в конце пассажирского салона в туалете. 13:59:00 диспетчер дал разрешение снижаться до высоты 3000 футов (914 метров) и заходить на посадку на ВПП 07, расстояние до которой составляло 22 морские мили (40,7 километра), что позволяло выполнить посадку с прямой. В ответ на доклад диспетчера экипаж сообщил, что огня очень много, и начал выходить на ВПП 07, до торца которой оставалось 10 миль (18,5 километра). Чёрный дым начал проникать в кабину пилотов, при этом пассажирский салон к тому времени уже весь был заполнен дымом и пассажиры начали задыхаться. В 14:01:10 диспетчер дал разрешение снижаться до 2000 футов (610 метров). Получение информации было подтверждено, что стало последней передачей с рейса RG-820. Пилоты надели кислородные маски и защитные очки, но чёрный дым уже заполнил кабину и, несмотря на открытые боковые окна, начал закрывать приборную панель. По показаниям свидетелей на земле, снаружи был виден лишь небольшой дым в нижней части фюзеляжа. В сложившейся ситуации командир принял решение о вынужденной посадке, чтобы избежать падения неуправляемого самолёта на город.
В 14:03 через боковые окна пилоты выбрали подходящую площадку и осуществили посадку на местности высотой 76 метров, на которой находился сад из небольших деревьев, к югу от деревушки Солксьер (фр. Saulxier) коммуны Соль-ле-Шартре в 5 милях к югу от аэропорта. Касание земли произошло сразу после небольшой дороги и было довольно жёстким. От перегрузок левая стойка шасси сломалась, после чего авиалайнер проскользил на двигателях, а затем «на брюхе» 590 метров, прежде чем остановился. Самолёт потерял при этом все двигатели и половину левой плоскости, но в целом аварийная посадка была успешной, так как фюзеляж почти не пострадал. По свидетельствам очевидцев, единственным видимым признаком пожара был дым из корневой части вертикального стабилизатора.
10 человек выбрались наружу сами: 4 через левое окно фонаря кабины, 4 через правое окно фонаря, 1 через левую переднюю пассажирскую дверь и 1 через люк на кухне. Все 10 являлись членами экипажа (все 8 пилотов и 2 стюардессы), и только два из них получили серьёзные ранения, один был ранен веткой дерева, пробившей иллюминатор, а остальные успели вдохнуть дыма, но выжили. Все они вместе с подоспевшими фермерами попытались спасти из салона остальных людей, но охвативший авиалайнер огонь не позволял им этого сделать. Когда через 6—7 минут к месту катастрофы подъехали пожарные машины, пожар уже привёл к взрыву в верху хвостовой части. Крыльевые и центральный топливные баки взорваться не успели. Через переднюю дверь пожарные извлекли четырёх находящихся без сознания пассажиров, но позже трое из них скончались из-за отравления; таким образом, из пассажиров выжил только один — Рикардо Трайано (порт. Ricardo Trajano). Всего в катастрофе погибли 123 человека: 7 членов экипажа (из 17) и 116 пассажиров (из 117). На момент событий это была вторая крупнейшая авиакатастрофа во Франции (на 2015 год — пятая).

## Причины
Как показала проверка крови у погибших, подавляющее большинство (122 из 123) скончались из-за отравления угарным газом. По свидетельствам выживших бортпроводников Терси и Кармелино, задымление началось в заднем туалете, при этом дым изначально был белым. Изучив все вероятные очаги пожара в задней части фюзеляжа, комиссия пришла к выводу, что пожар начался в левом заднем туалете, а источником, вероятнее всего, стало короткое замыкание или неосторожность одного из пассажиров. Полёт был долгим, поэтому в туалетах находилось сразу несколько пачек бумажных одноразовых полотенец. Использованные выбрасывались в бункер, где под действием сухого воздуха высохли, став потенциальным источником возгорания. Далее огонь стал распространяться по проходящим вблизи проводам и отдельной мебели с деревянными стенками. Возникший дым быстро заполнил пассажирский салон, а затем и кабину пилотов.

## Последствия
Известные погибшие пассажиры:

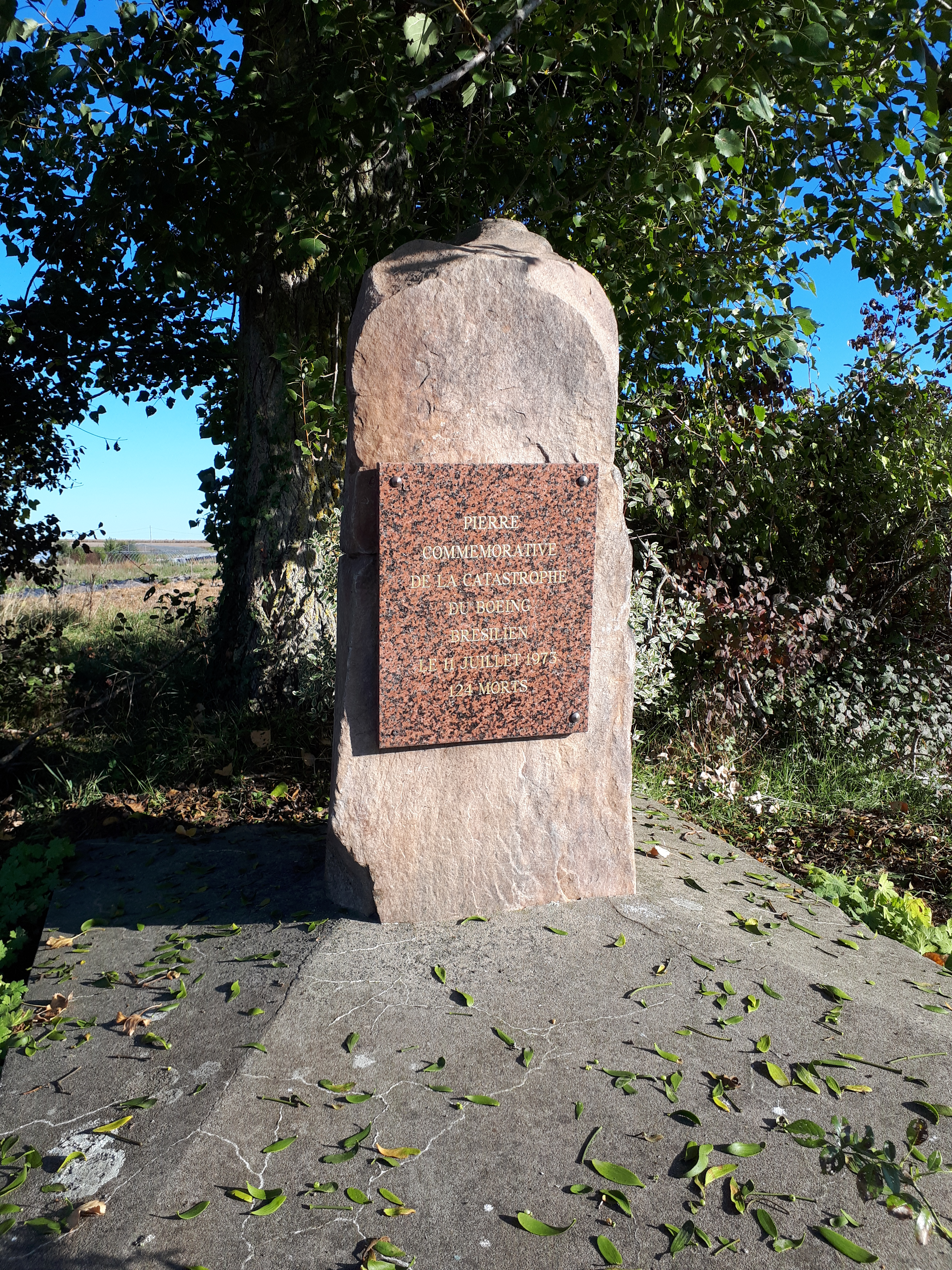
Памятник на месте катастрофы

- Жоржи Брудер[порт.] — бразильский яхтсмен, трёхкратный чемпион мира;
- Филинту Мюллер — глава сената Бразилии;
- Агоштинью душ Сантуш[порт.] — певец и композитор;
- Регина Лекрери (порт. Regina Lécrery) — актриса и светская львица;
- Жулиу Деламаре[порт.] — журналист и комментатор;
- Хосе Бакстер — аргентинский революционер, перевозивший 40 000 $ для Сандинистского фронта национального освобождения.

После данной катастрофы было принято решение запретить курить в туалетах самолётов.
Несмотря на гибель почти всех пассажиров, пилот Жилберту Араужу да Силва получил положительную известность, так как, приняв решение о посадке до аэродрома, он предотвратил ситуацию, когда авиалайнер мог потерять управление и упасть на пригород Парижа, тем самым погубив ещё больше людей. После катастрофы он продолжал работать ещё 6 лет. Официально он считается погибшим 30 января 1979 года, когда пилотируемый им Boeing 707 борт PP-VLU исчез над Тихим океаном.